# ビーダル

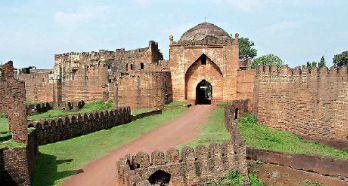
ビーダル城

ビーダル（カンナダ語：ಬೀದರ್, 英語：Bidar）は、南インドのカルナータカ州、ビーダル県の都市。

## 歴史

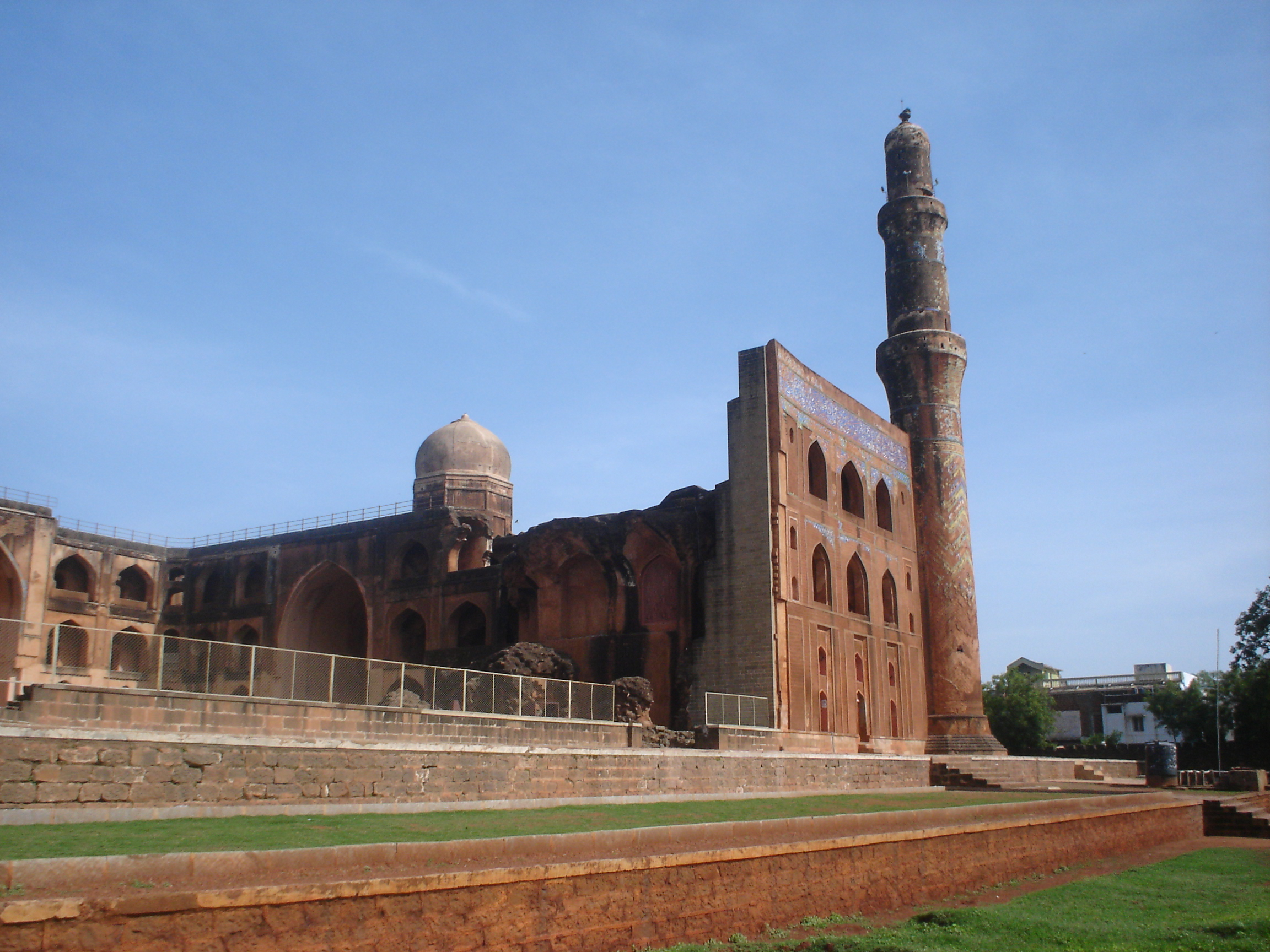
ビーダルのマドラサ

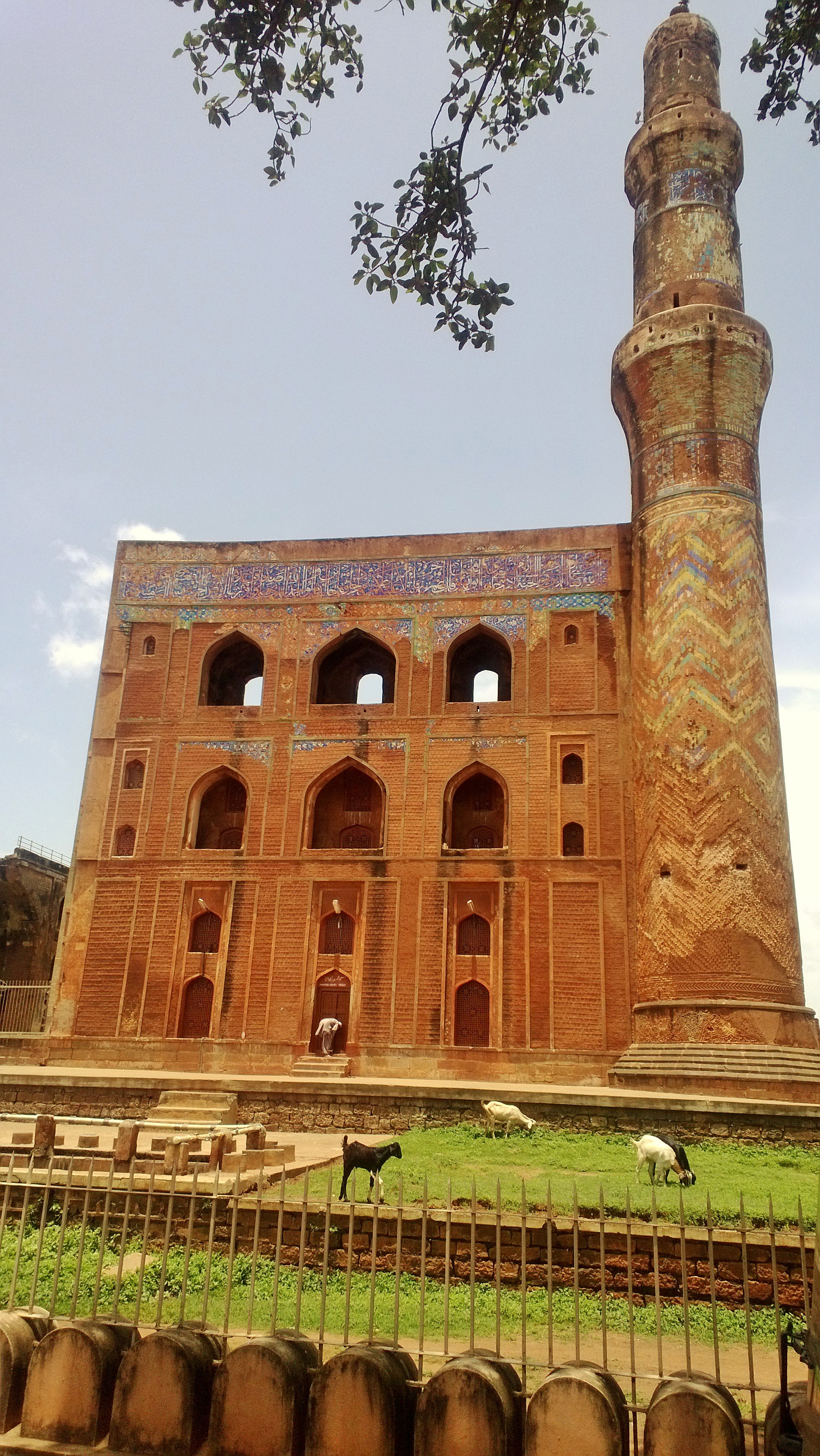
ビーダルのマドラサ（正面）

ヒンドゥーの王朝が統治した時代より、ずっと地方の主要な都市であり、1323年にデリーのトゥグルク朝に占領された。
1425年から1426年にかけて、バフマニー朝の君主アフマド・シャー1世がグルバルガより遷都した。名宰相マフムード・ガーワーンにより、この地は文化の拠点として栄え、マドラサも建設された。
1529年、バフマニー朝の宰相アミール・バリードは、この地を首都にビーダル王国を建国した。
1619年、ビーダル王国はビジャープル王国に滅ぼされ、その支配下にはいったが、1657年にはムガル帝国によって奪われた（ビーダル包囲戦）。
1724年、ニザーム王国がムガル帝国から独立したのち、この地域は王国領となり、1948年までその支配が続いた。
独立後、1956年にビーダルはカンナダ語使用地域として、マイソール州に編入され、のちにカルナータカ州に編入された。

## 関連項目

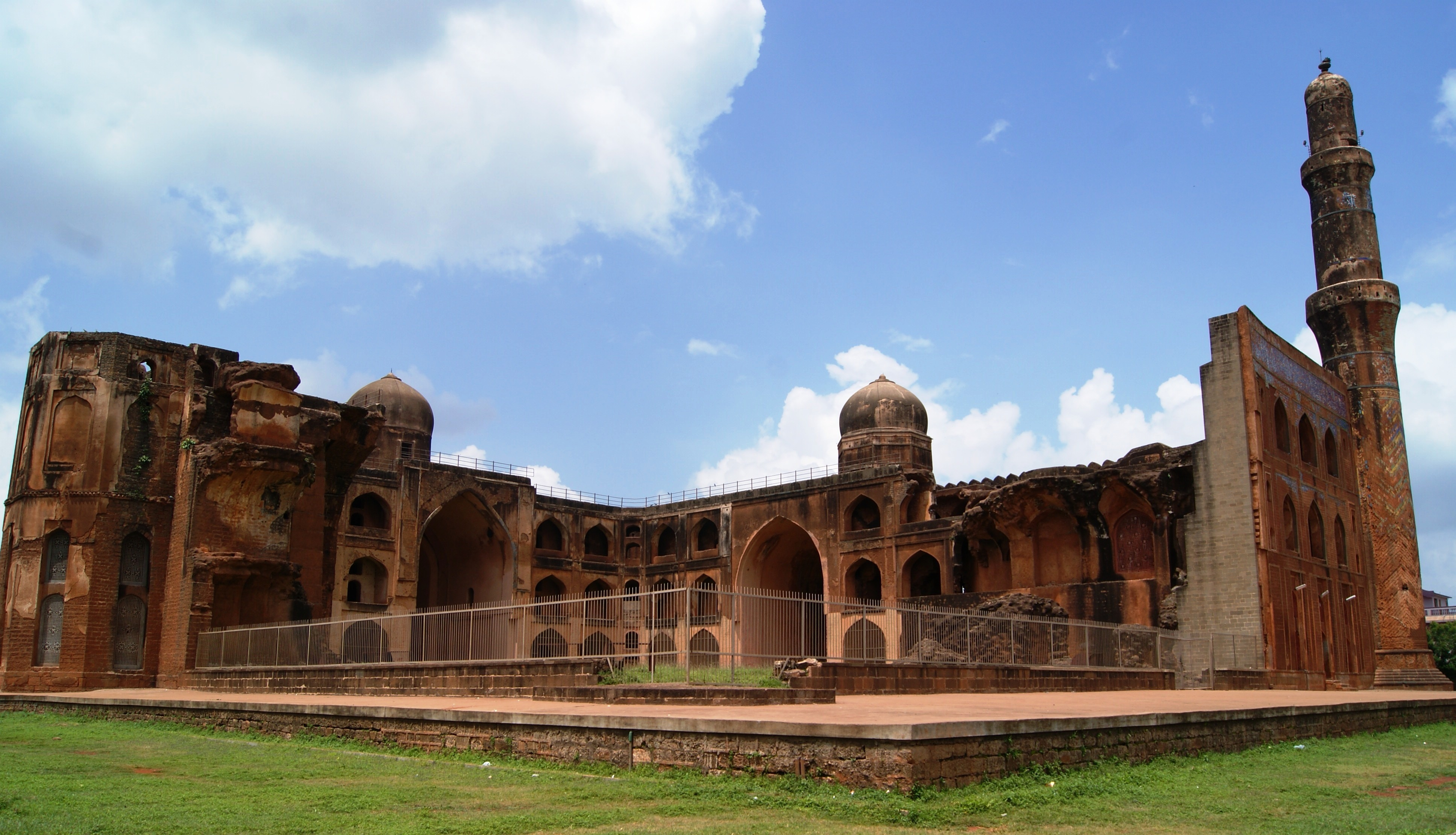
ビーダルのマドラサ